# Авсетов, Авсет Асадуллаевич
Авсет Асадуллаевич Авсетов (7 сентября 1956, с. Сабнова, Дербентский район, Дагестанская АССР, РСФСР, СССР) — советский тяжелоатлет и тренер, четырёхкратный чемпион СССР. Заслуженный тренер России (1995).

## Биография

### Детство
Авсет родился в селе Сабнова Дербентского района.

### Образование
В 1986 году окончил Ленинградский военный дважды Краснознамённый институт физической культуры.

### Спортивная карьера
Четырехкратный чемпион СССР, четырехкратный обладатель Кубка СССР, двенадцатикратный рекордсмен СССР, обладатель мирового рекорда в рывке (1981), двукратный победитель Кубка Дружбы (1981, 1982) и Кубка Балтики (1981, 1982).

### Тренерская деятельность
С 1996 года по 2000 годы Авсетов тренировал юниорскую сборную России по тяжёлой атлетике. Результаты его работы впечатляют: на трёх последних чемпионатах юниоры взяли шесть золотых медалей; девять юниоров стали чемпионами Европы; 10 кадетов стали чемпионами мира и Европы. 
24 декабря 2000 года был утвёрждён наставником взрослой сборной России. Ушёл в 2001 году с поста из-за разногласий с президентом ФТАР Юрий Захаревичем. 
В 2001 году Авсет Асадуллаевич был назначен тренером сборной Азербайджана. Его пригласил президент федерации тяжёлой атлетики Азербайджана Джахангир Аскеров. 7 ноября 2006 года Авсетов был отстранён от работы усилиями вице-президента Национальной федерации тяжелой атлетики Вахида Назарова.

### Постспортивная деятельность
В настоящее время является куратором регионального отделения ВВПОД Юнармия в Республике Дагестан.

## Достижения
- Чемпионат СССР по тяжёлой атлетике 1980 — ;
- Чемпионат СССР по тяжёлой атлетике 1981 — ;
- Чемпионат СССР по тяжёлой атлетике 1982 — ;
- Чемпионат СССР по тяжёлой атлетике 1983 — ;
- Чемпионат СССР по тяжёлой атлетике 1985 — ;

## Звания
- Мастер спорта СССР международного класса (1978)[9]
- Заслуженный тренер России (1995)
- Заслуженный тренер Азербайджана

## Известные воспитанники
- Сулейманоглу, Хафиз — чемпион мира и Европы.

## Личная жизнь
В 1974 году окончил школу №4 в Дербенте. В 1986 году окончил Военный институт физической культуры в Ленинграде.